# Esther de Boer-van Rijk
Esther de Boer-van Rijk (Rotterdam, 29 juli 1853 - Amsterdam, 7 september 1937) was een Nederlandse toneelactrice.
Haar ouders waren de administrateur Moses van Rijk en de naaister Adriana Wolfhart. In 1881 huwde zij de musicus Henri de Boer, met wie zij één kind kreeg, Sophie de Vries-de Boer, die ook actrice werd en in 1944 stierf in het concentratiekamp Auschwitz.

## Leven en werk
Esther van Rijk begon al vroeg met toneelspelen bij amateurverenigingen. Hoewel haar ouders het lang probeerden te verhinderen, maakte ze in 1873 toch de overstap naar het professionele toneel. Ze debuteerde in haar geboortestad met een rol in Emma Berthold van Jacob Jan Cremer. Ze verhuisde in 1881 naar Amsterdam. Bij de Nederlandsche Toneel Vereeniging en de opvolger daarvan De Toneelvereeniging werd zij de spil van de toneelstukken van Herman Heijermans, vooral als de vissersweduwe Kniertje in Op hoop van zegen (1900). Deze rol heeft zij 1200 keer gespeeld. Ook was zij te zien in de verfilmingen van 1918 en 1934. In vrijwel alle stukken van Heijermans speelde zij tijdens de première en vele malen daarna.
Heijermans zelf bewonderde haar spel niet onvoorwaardelijk: "De groote artiste is groot in het klein-burgerlijke milieu, in de sfeer die mij in verschillende stukken lief was. Daarnaast, in het romantische en klassieke repertoire of in de salonstukken (...) schiet zij in meerdere of mindere mate tekort", schreef hij in 1916.
Na de ontbinding van De Toneelvereeniging was ze de publiekstrekker van toneelgezelschappen die haar naam droegen: in 1924 werd het Gezelschap Esther de Boer-van Rijk opgericht en in 1933 het De Boer-van Rijk Ensemble. Daarnaast heeft ze in alle belangrijke gezelschappen van haar tijd gespeeld, ook in het buitenland. In een Londense opvoering maakte ze als Kniertje grote indruk, hoewel ze de rol (in een geheel Engelstalige cast) in het Nederlands speelde. Haar populariteit was groot, mede doordat haar spel had bijgedragen aan het opheffen van misstanden (bijvoorbeeld in de visserij) die Heijermans in zijn sociaal bewogen toneel aan de orde stelde. Volgens critici was zij in staat zelfs aan sentimentele rollen in drakerige toneelstukken een kern van ernst en waarachtigheid mee te geven.
De Boer-van Rijk was een van de drijvende krachten achter de grote toneelstaking van 1920, toen acteurs actie voerden voor een betere betaling. Samen met de al even prominente Theo Mann-Bouwmeester postte ze voor de Stadsschouwburg van Amsterdam, om te voorkomen dat de voorstelling zou doorgaan met stand-in acteurs.
Ter gelegenheid van haar 70e verjaardag benoemde de gemeente Amsterdam haar in 1923 tot 'burgeres van verdienste' en kreeg zij een zilveren eremedaille. Op 16 oktober 1928 werd ze in de Stadsschouwburg gehuldigd bij haar 75-jarige verjaardag en werd ze Ridder in de Orde van Oranje-Nassau. In 1929 werd ze ook Ridder in de Kroonorde van België.
In september 1933 vierde ze haar 60-jarig toneeljubileum. Twee maanden eerder vierde ze onder grote belangstelling ook al haar 80ste verjaardag. Haar memoires Ik kijk terug verschenen in 1934.
Zij overleed in september 1937, na een ziekbed van enkele weken.

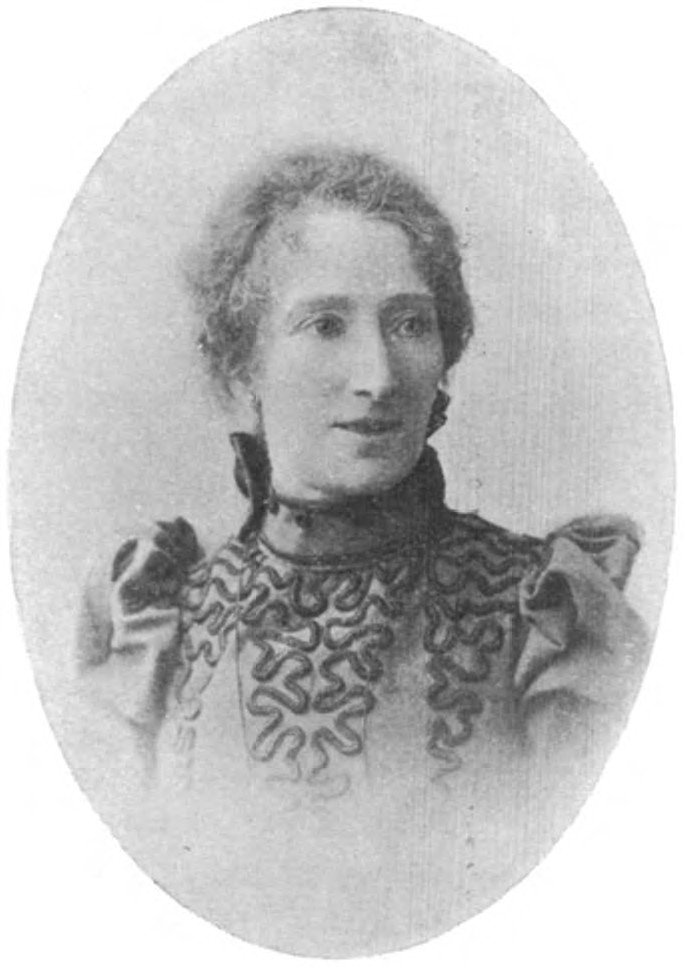
Esther de Boer-van Rijk ca. 1899
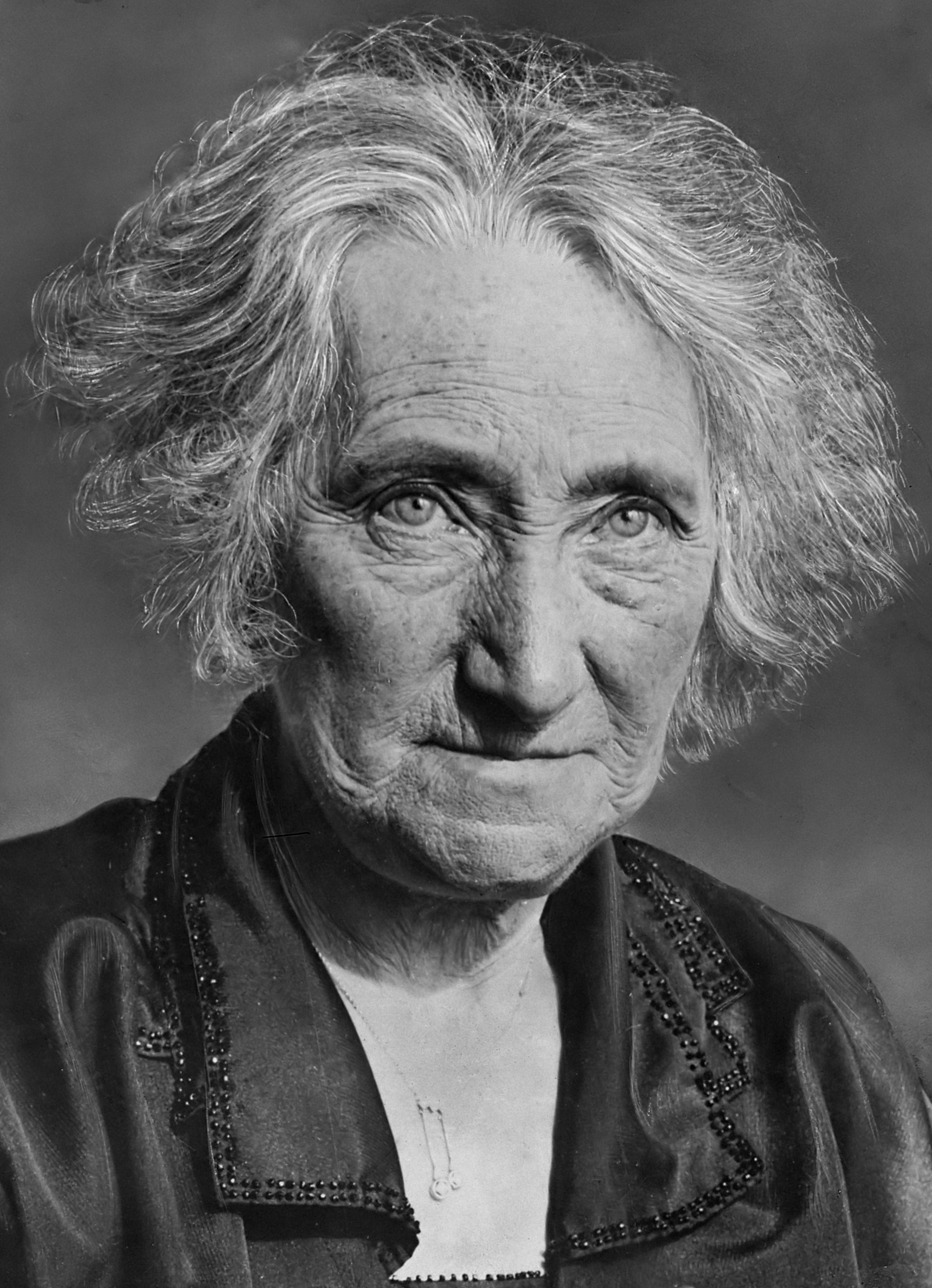
Esther de Boer-van Rijk
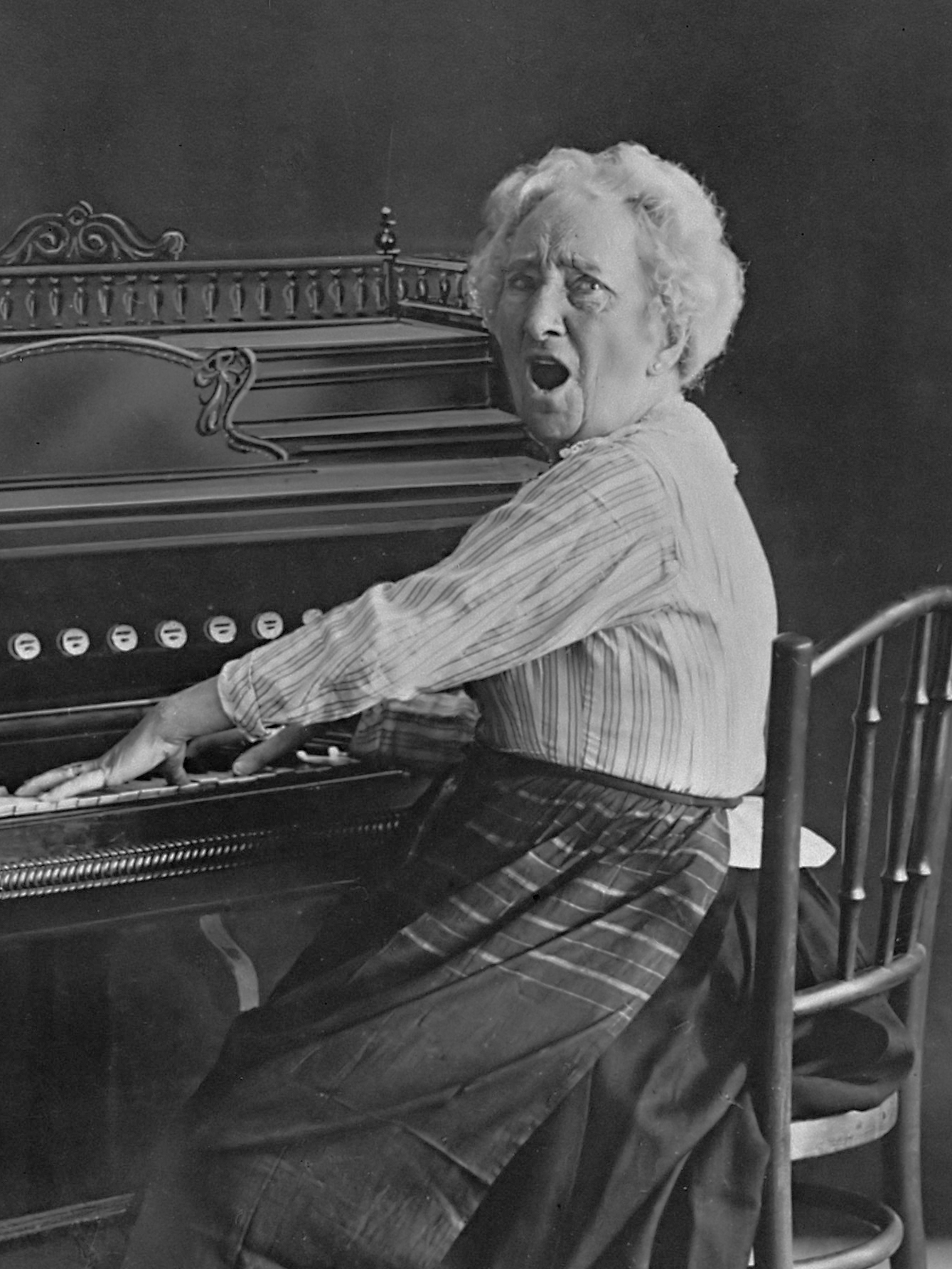
Als Eva Bonheur
- Dankwoord van mevrouw De Boer-van Rijk in het Polygoonjournaal in 1936
- Uitvaart de Boer-van Rijk

## Postuum
Het Joods Historisch Museum presenteerde een tentoonstelling over haar leven van 19 mei 2014 tot en met 28 september 2014, met de titel Hollands populairste actrice. Esther de Boer-van Rijk.